# Marianne Martin (Radsportlerin)
Marianne Martin  (* 11. Januar 1957 in Fenton, Michigan) ist eine ehemalige US-amerikanische  Radrennfahrerin.

## Sportliche Laufbahn
Marianne Martin begann ihrer sportliche Laufbahn als Läuferin. Wegen einer schweren Rückverletzung wechselte sie zum Radsport. Sie entwickelte sich zu einer guten Kletterin, was sie selbst darauf zurückführte, dass sie als Kind Ballett getanzt habe und davon starke Beine bekommen habe. Mit ihrem Trainer probierte sie neue Trainingstechniken aus, wie etwa Visualisierung. Anfang 1984 diagnostizierte ihr Vater, ein Arzt, bei ihr eine Anämie, aber sie lernte sich darauf einzustellen.
Als Martin hörte, dass 1984 die erstmalige Austragung einer Tour de France für Frauen geplant sei, galt ihr ganzer Ehrgeiz einem dortigen Start. Sie konnte sich für das Nationalteam, das dort fahren sollte, qualifizieren. Martin übernahm auf der 14. von 18 Etappen die Führung und gewann die Tour de France féminin, die zum ersten Mal ausgetragen wurde. Darüber hinaus entschied sie zwei Etappen für sich. Sie wurde gemeinsam mit Laurent Fignon auf den Champs-Élysées geehrt. Martin war die einzige US-Amerikanerin, die dieses Etappenrennen – es wurde bis 1989 ausgetragen – gewann.
1986 hörte sie aus gesundheitlichen Gründen mit dem Leistungsradsport auf. Sie musste zwei Jobs ausüben, um die Schulden zu bezahlen, die durch ihre Teilnahme aufgelaufen waren.
Seit dem Ende ihrer aktiven Radsportlaufbahn arbeitet Marianne Martin als Fotografin (Stand 2017).

## Auszeichnungen
- 2012 erfolgte die Aufnahme in die Boulder Sports Hall of Fame; zusammen mit dem britischen Triathleten Simon Lessing.[3]